# نصرت‌آباد خدایار
نصرت‌آباد خدایار، روستایی از توابع بخش آسارا شهرستان کرج در استان البرز ایران است.

## جمعیت
این روستا در دهستان آدران قرار دارد و براساس سرشماری مرکز آمار ایران در سال ۱۳۸۵، جمعیت آن زیر سه خانوار بوده‌است.